# Jakob Lemmer
Jakob Lemmer (* 26. April 2000 in Gießen) ist ein deutscher Fußballspieler. Er steht bei Dynamo Dresden unter Vertrag.

## Karriere
Nach seinen Anfängen in der Jugend von Eintracht Frankfurt wechselte er im Sommer 2016 in die Jugendabteilung von Kickers Offenbach. Nachdem er für seinen Verein zu 25 Einsätzen in der B-Junioren-Bundesliga gekommen war, bei denen ihm fünf Tore gelangen, wurde er im Sommer 2019 in den Kader der zweiten Mannschaft in der Regionalliga Südwest aufgenommen. Im Sommer 2021 wurde er für eine Spielzeit ligaintern an den FC Rot-Weiß Koblenz verliehen.
Anfang Januar 2023 wechselte er zum Drittligisten Dynamo Dresden, unterschrieb einen Vertrag bis 2025 und kam dort auch zu seinem ersten Einsatz im Profibereich, als er am 22. Januar 2023, dem 19. Spieltag, beim 3:1-Auswärtssieg gegen den VfB Oldenburg in der 75. Spielminute für Jonathan Meier eingewechselt wurde. 2025 erreichte er mit der Mannschaft den Aufstieg in die 2. Bundesliga.

## Erfolge
FC Rot-Weiß Koblenz
- Rheinlandpokal-Sieger: 2021

SG Dynamo Dresden
- Aufstieg in die 2. Bundesliga: 2025
- Sachsenpokal-Sieger: 2024